# Jeux-lès-Bard
Jeux-lès-Bard é uma comuna francesa na região administrativa da Borgonha-Franco-Condado, no departamento de Côte-d'Or. Estende-se por uma área de 3,23 km². Em 2010 a comuna tinha 53 habitantes (densidade: 16,4 hab./km²).